# 少商穴
少商穴是屬於手太陰肺經的腧穴，是肺經的井穴，出自《靈樞·本輸》，別名鬼信。

## 定位
在手拇指末節橈側，距指甲角0.1寸，赤白肉際處。

## 功用主治
具有清肺止痛，解表退熱之功效，專治感冒、發燒、肺熱、扁桃腺發炎、鼻出血，用指壓少商穴可以治療打嗝。

## 操作
直刺0.1寸，或向腕平刺0.2-0.3寸，或用三棱针点刺出血。可灸。